# Funerary
Funerary war eine 2013 gegründete und 2017 aufgelöste Funeral-Doom- und Sludge-Band.

## Geschichte
Fuernary war eine kurzlebige Band aus Phoenix, Arizona. Nachdem die Gruppe im Frühjahr 2013 entstand, früh Auftritte in den Südstaaten absolvierte und die Download-Single Beneath the Black Veil im Selbstverlag herausgebracht hatte bemühten sich mehrere Label um Funerary.  Das Debütalbum Starless Aeon wurde daraufhin 2014 von Midnite Collective, Sentient Ruin Laboratories und Vendetta Records veröffentlicht. Das Album wurde international positiv aufgenommen und als „leidenschaftlich niederschmetternde[r] und atmosphärische[r] Doom Metal“ sowie als „neue, aufregende Variante des Funeral Doom“ gepriesen. Die Musik sei „atmosphärisch, tief und seelenzerschmetternd emotional“, „ebenso schön wie furchteinflössend“ und das Album ein „verrücktes“ und „kosmisches“ Werk. Nach weiteren Auftritten, die die Band insbesondere in Kalifornien absolvierte, erschien 2015 eine Split-EP mit der italienischen Sludge-Band Ooze. Für das Webzine Cvlt Nation wurde die Ep als „monströse und übergroße“ Veröffentlichung gelobt. Zwei Jahre nach der Veröffentlichung und einer Vielzahl weiterer Auftritte gab die Band im April 2017 ihre Auflösung bekannt.

## Stil
Die von Funerary gespielte Musik wird von Cody Davis in seiner für Metal Injection verfassten Funeral-Friday-Kolumne als ein Crossover aus Funeral Doom und Blackened Sludge beschrieben und einordnend mit Gruppen wie Lycus und Fórn verglichen. Als weitere Einflüsse werden Asunder, Graves at Sea und Noothgrush ausgemacht. Für Cvlt Nation wird der Stil ähnlich beschrieben. Als Vergleichsgrößen werden dabei Corrupted, Mournful Congregation und Esoteric benannt. Die Musik sei reduziert, schwer und kakophon zugleich. Akustische Rückkopplungen der Gitarren und raumgreifendes Schlagzeugspiel prägen den Instrumentalen klang während der Gesang zwischen Schreien und Brüllen wechsele.

„Anleihen beim Black Metal […] fungieren hier als Accessoire, was besonders im Hinblick auf die Vocals zu konstatieren ist, changieren selbige doch von hysterisch, sich überschlagend gekrächzt bis düster gegrowlt[.]“

## Diskografie
- 2013: Beneath the Black Veil (Download-Single, Selbstverlag)
- 2014: Starless Aeon (Album, Midnite Collective/Sentient Ruin Laboratories/Vendetta Records)
- 2015: Funerary/Ooze (Split-EP mit Ooze, Midnite Collective)